# Лоджа
Лоджа (фр. Lodja) — город в центральной части Демократической Республики Конго. Административный центр провинции Санкуру. Расположен на высоте 450 м над уровнем моря.
В 2010 году население города по оценкам составляло 61 689 человек. Большая часть населения разговаривают на языке тетела, распространён также язык лингала. В 7 км от города находится аэропорт Лоджа с ВПП длиной 1600 м.